# Ranjit Singh

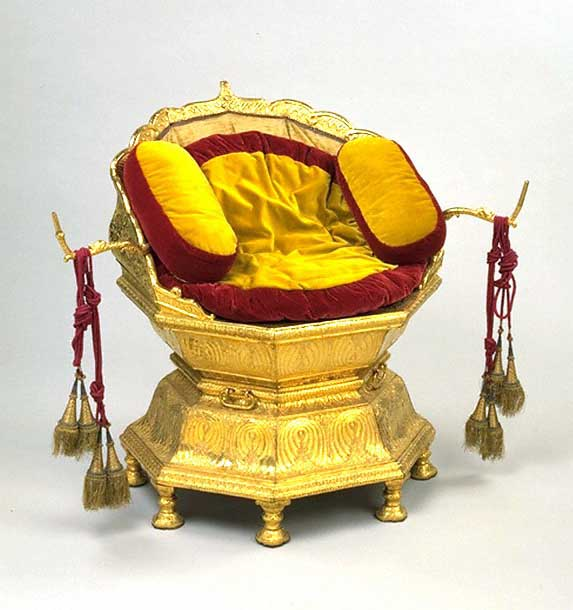
Tron de Ranjit Singh.

Ranjit Singh (1801- 1839), conegut com el lleó del Panjab, va ser un maharajà i fundador de la confederació sikh del Panjab (Índia). Va néixer el 13 de novembre de 1780 a Gujranwala (Imperi Mogol) i va morir el 27 de juny de 1839 a Lahore.
A la mort del seu pare, Maha Singh (un capità sikh) el 1792, va esdevenir el cap dels sukerchakies (un grup sikh situat al territori que actualment és el Pakistan). Tenia tan sols 12 anys i després de diverses campanyes, els seus rivals van acabar acceptant-lo com a líder i va unir les faccions sikhs en una única entitat.
El 1799 va conquerir Lahore, la capital del Panjab (avui és al Pakistan) i el 1801 es va proclamar maharajà. El 1802 va conquerir Amritsar, una ciutat sagrada dels sikhs. El 1820 havia consolidat el seu domini sobre la totalitat del Panjab entre els rius Sutlej i Indus. Va derrotar en diverses ocasions afganesos i paixtus durant les dècades de 1820 i 1830, acabant per envair l'Afganistan, junt amb tropes britàniques el 1838.
Va crear un Estat sikh que admetia tant sikhs com musulmans i hindús a l'exèrcit i al govern. Aquest Estat, però, es va col·lapsar a la mort del seu fundador.

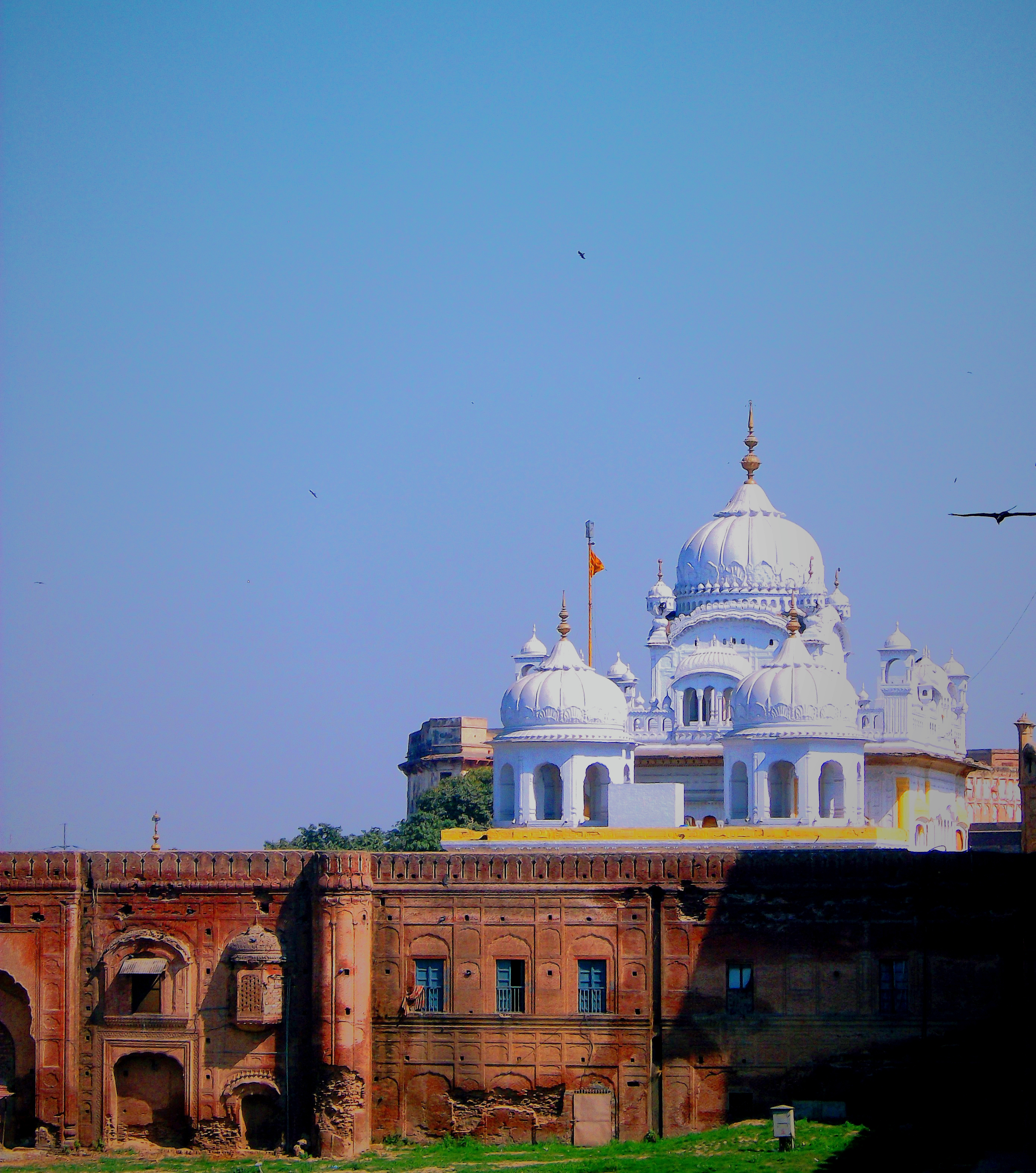
Samadhi (Lahore) de Ranjit Singh